# 원오극근
원오극근(圜悟克勤, Yuanwu Keqin, 1063년 ~ 1135년)은 중국 송나라의 임제종 양기파(楊枝派)에 속한 스님이다. 한국불교에서 인정하는 조사선맥에서, 석가모니 이래 제48대 조사 스님이다. 사천성 사람으로 속성은 락(駱)씨다. 휘가 극근(克勤)이고, 자는 무착(無著)이며, 원오는 남송 고종에게 받은 사호(賜號)다.
북송 휘종은 불과선사(佛果禪師)라는 호를, 남송 고종은 진각선사(眞覺禪師)라는 호를 내려 극진히 존경했다.
원오극근 스님은 제47대 조사 스님인 오조법연(五祖法演) 스님의 수제자다. 불안청원(佛眼淸遠), 태평혜근(太平慧懃), 원오극근(園悟克勤)을 오조법연 문하의 세 부처라고 한다.
제48대 조사 원오극근 스님의 법은 제49대 조사 호구소융 스님에게 이어졌지만, 원오극근 스님의 유명한 제자로 대혜종고 스님이 있다. 대혜종고 스님은 현재 한국불교의 주류 참선 방법인 간화선을 만들었다.

## 벽암록
벽암록은 원오극근 스님의 유명한 저작으로, 현재 한국불교에서는 종문제일서라며, 최고의 참선 교과서라고 알려져 있다. 벽암록, 종용록, 무문관을 3대 선어록이라고 부른다.